# 안티오코스 11세 에피파네스
안티오코스 11세 에피파네스(Αντίοχος ΙΑ' Επιφανής, 제위 기원전 95년 ~ 기원전 93년) 또는 필라델푸스는 그리스계 국가인 셀레우코스 제국의 지배자였으며 안티오코스 8세 그리푸스의 아들이며 셀레우코스 6세 에피파네스의 동생이었다. 그는 내전의 소극적 개입자로 한때 영광스러웠으나 이제 시리아 지역 왕조로 축소된 셀레우코스 왕국이 말년을 어둡게 하였다.
기원전 95년 안티오코스 10세 에우세베스에 의해 그의 형제가 패배함에 따라 안티오코스 11세와 또다른 형제 필리포스 1세 필라델포스는 복수를 선택하였고 기원전 92년 안티오키아를 포위하였다. 원정이 패배로 끝난 후 안티오코스는 달아나야 했지만 오론테스강을 말을 타고 건너려 하다가 익사하였다.